# Clădirea Băncii de Stat (Tiraspol)
Clădirea Băncii de Stat este o clădire amplasată pe str. Engels, 6 în Tiraspol, Republica Moldova. Este un monument arhitectural de importanță națională inclus în Registrul monumentelor Republicii Moldova ocrotite de stat cu nr. 29 (municipiul Tiraspol). Datează din 1933-1934.